# James Gordon Bennett, Jr.
James Gordon Bennett Jr. (10 de mayo de 1841 - 14 de mayo de 1918) fue un editor estadounidense. Heredó el New York Herald, periódico fundado por su padre, James Gordon Bennett Sr., quien había emigrado desde Escocia a Nueva York. Generalmente es conocido como Gordon Bennett, para distinguirlo de su padre.
Entre sus muchos logros relacionados con los deportes, organizó el primer partido de polo y el primer partido de tenis en los Estados Unidos, y fue el vencedor de la primera carrera de yates transoceánica. Patrocinó a distintos exploradores, incluyendo a Henry Morton Stanley en su viaje a África para encontrar a David Livingstone, y a George W. De Long en su malogrado intento de alcanzar el Polo Norte.

## Primeros años
Bennett nació el 10 de mayo de 1841 en la ciudad de Nueva York. Era hijo de James Gordon Bennett Sr. (1795–1872), fundador, propietario y editor del New York Herald. Fue educado principalmente en Francia. En 1866, su padre le cedió el control del Herald. Bennett dotó de un perfil internacional al diario cuando respaldó financieramente en 1869 la expedición de Henry Morton Stanley a África para encontrar a David Livingstone, a cambio de la exclusiva para que el Herald publicara los progresos de Stanley.

## Estilo de vida
Bennett, como muchas personas de su clase social, daba rienda suelta a su gusto por la "buena vida":  yates, opulentos vagones de ferrocarril privados, y espléndidas mansiones. Fue el Comodoro más joven en toda la historia del Club de Yates de Nueva York.

### Yates

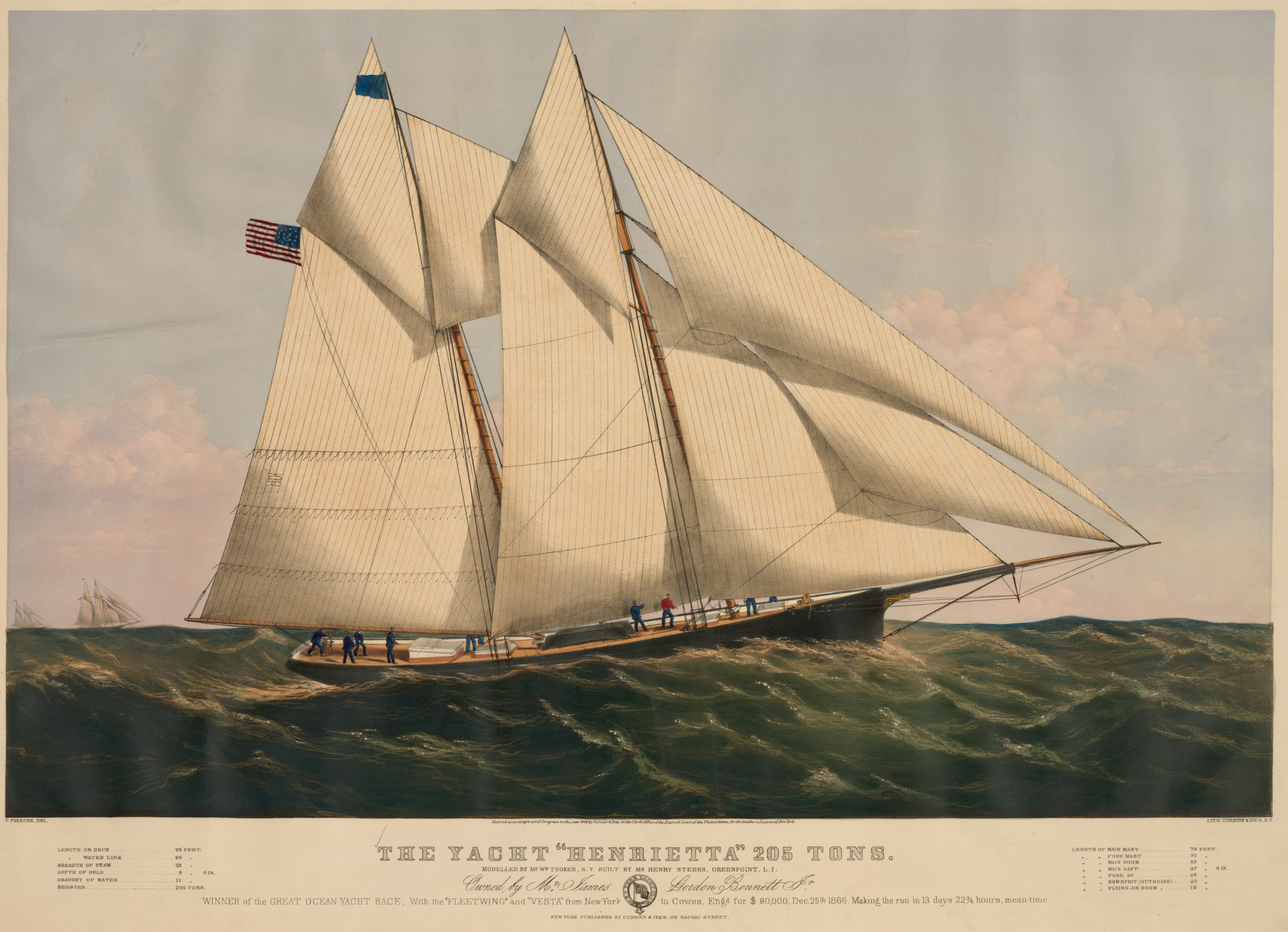
El yate "Henrietta"

En 1861, Bennett ofreció su nueva goleta recién construida, el  yate "Henrietta", al servicio de guardacostas de los unionistas durante la Guerra de Secesión. Nombrado alférez de marina, estuvo encargado de patrullar Long Island con su barco, hasta que en febrero de 1862 fue enviado a Port Royal (Carolina del Sur). El 3 de marzo de 1862, Bennett estaba al mando del "Henrietta", formando parte de la flotilla que capturó Fernandina en Florida. Bennett y el Henrietta regresaron a la vida civil en Nueva York en mayo de 1862.

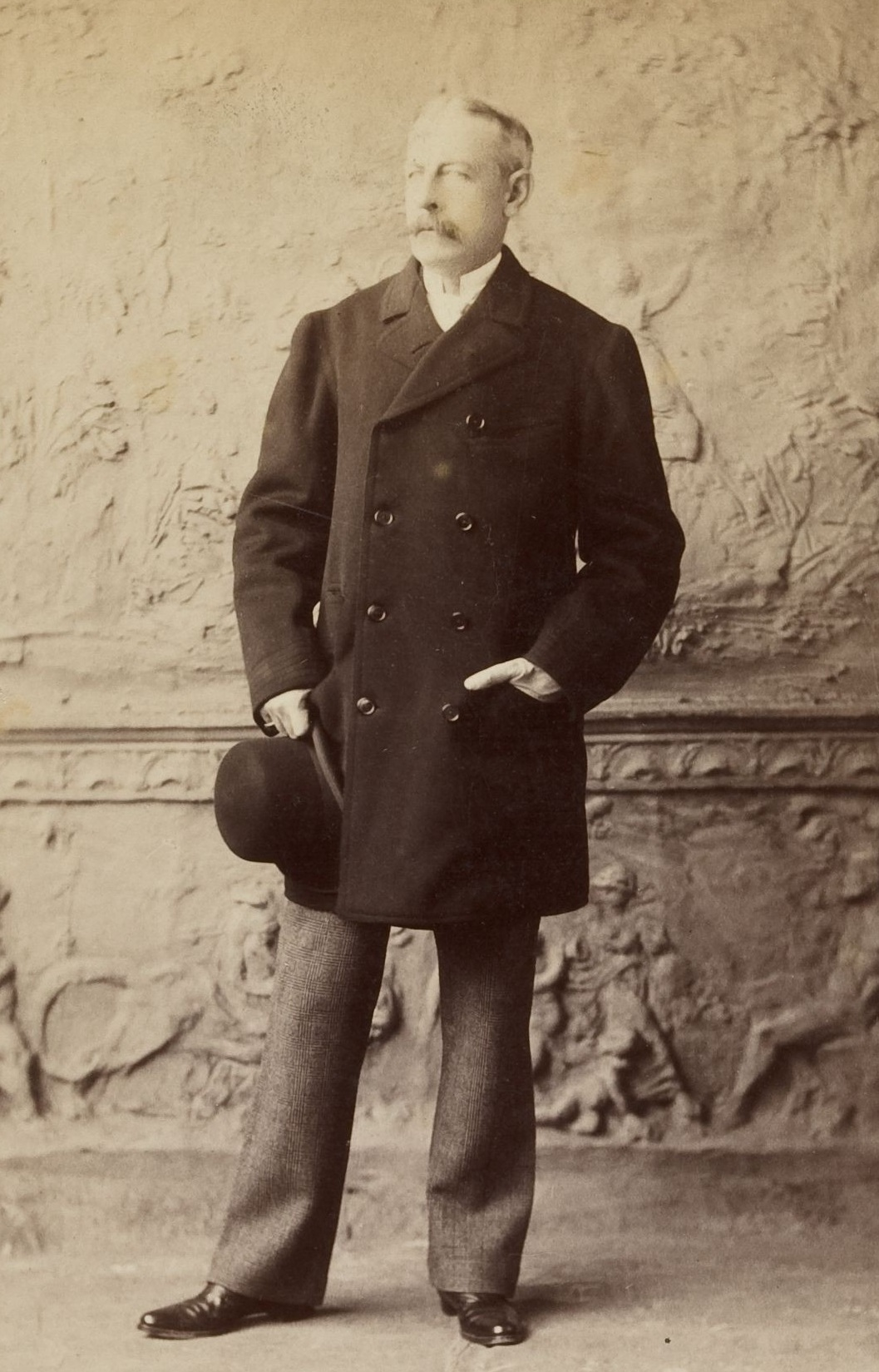
James Gordon Bennett Jr.

En 1866, en el transcurso de una apuesta, ganó la primera carrera transoceánica de yates. La prueba la disputaron tres yates estadounidenses: el "Vesta" (propiedad de Pierre Lorillard IV), el "Fleetwing" (propiedad de George y Frank Osgood) y el "Henrietta". Cada patrón puso 30.000 dólares, en una apuesta a todo o nada para el ganador. La regata se inició en Sandy Hook (Nueva Jersey) con fuertes vientos del oeste el 11 de diciembre de 1866, y la meta se situó en The Needles, el punto más occidental de la Isla de Wight, famoso por su faro. El Henrietta de Bennett ganó la prueba, con un crono de 13 días, 21 horas y 55 minutos.

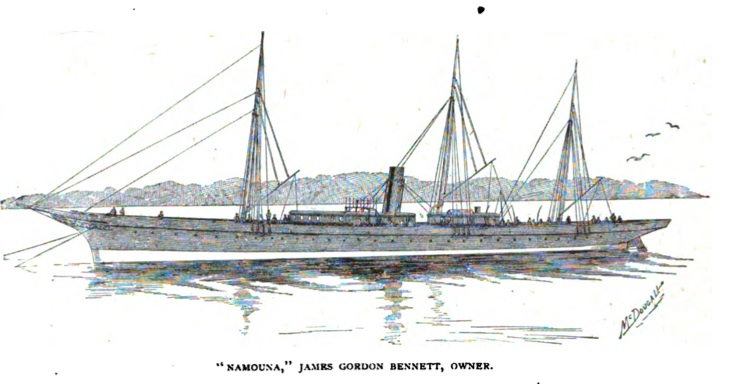
Yate de vapor "Namouna"

Bennett solía agasajar a sus invitados a bordo de su yate de vapor, el "Namouna". El artista expatriado estadounidense Julius Leblanc Stewart pintó muchos cuadros con el yate como telón de fondo.

### Escándalo
Aun así, Bennett escandalizó a menudo a la sociedad de su época con su comportamiento extravagante y a veces errático. En 1877, dejó Nueva York y se trasladó a Europa después de un incidente que acabó con su compromiso con la popular dama de la alta sociedad Caroline May. Llegó tarde y bebido a una fiesta en la mansión familiar de los May, y acto seguido, orinó en una chimenea (según otros testimonios, en un piano de cola) a la vista de sus anfitriones.
La reputación polémica de Bennett, es considerada en el Reino Unido como el origen de la expresión "Gordon Bennett", que se utiliza para dar muestras de incredulidad.

### Traslado a París
Establecido en París, lanzó la edición francesa del New York Herald, titulada The Paris Herald,  precursora del International Herald Tribune. Patrocinó la tentativa de George W. De Long de alcanzar el polo norte en el USS Jeannette a través del estrecho de Bering. La desventurada expedición causó la muerte por inanición de DeLong y de 19 de sus tripulantes, una tragedia que contribuyó a incrementar la circulación del periódico. También fue cofundador de la Commercial Cable Company, una asociación empresarial para romper el monopolio del cable transatlántico ostentado por Jay Gould.

### Regreso a los EE.UU.
Bennett regresó a los Estados Unidos y organizó el primer partido de polo en los Estados Unidos en la Academia de Equitación Dickel, situada entre la Calle 39 y la Quinta Avenida de Nueva York. Contribuyó a fundar el Club de Polo de Westchester en 1876, el primero de América. Instituyó la Copa Gordon Bennett para regatas internacionales y la Copa Gordon Bennett para carreras automovilísticas. En 1906, financió la Copa Gordon Bennett para aerostatos (Coupe Aéronautique Gordon Bennett), que ha perdurado hasta el presente. En 1909, Bennett ofreció un premio para el aviador más rápido sobre un circuito cerrado, denominado Trofeo Gordon Bennett. La prueba de 1909 disputada en Reims, Francia, fue ganada por Glenn Curtiss sobre  dos circuitos de 10 km de recorrido rectangular, con una velocidad media de 74,8 km/h. Entre 1896 y 1914, el campeón de París del torneo de fútbol de la USFSA (Union des Sociétés Françaises de Sports Athlétiques), recibió un trofeo donado por Gordon Bennett.

## Vida personal
No se casó hasta cumplir 73 años. Su mujer era Maud Potter, viuda de George de Reuter, hijo de Paul Reuter, fundador de la agencia de noticias Reuters. Murió el 14 de mayo de 1918 en Beaulieu-sur-Mer, Alpes-Marítimos, Francia. Bennett está enterrado en el Cementerio de Passy. 

### Reconocimientos
- El nombre de la isla de Bennett conmemora la decisiva contribución de Gordon Bennett a la financiación de la expedición ártica de DeLong en 1881, que permitió descubrir la isla.
- El asteroide 305 Gordonia lleva este nombre en su memoria.
- También tiene una calle con su nombre cerca del Aeropuerto Chopin en Varsovia, Polonia.[9]
- La Avenida Gordon Bennett en París, donde está situado el Estadio de Roland Garros, sede del Torneo de Tenis Abierto de Francia, lleva el nombre de su padre, James Gordon Bennet Sr.[10]

## Galería

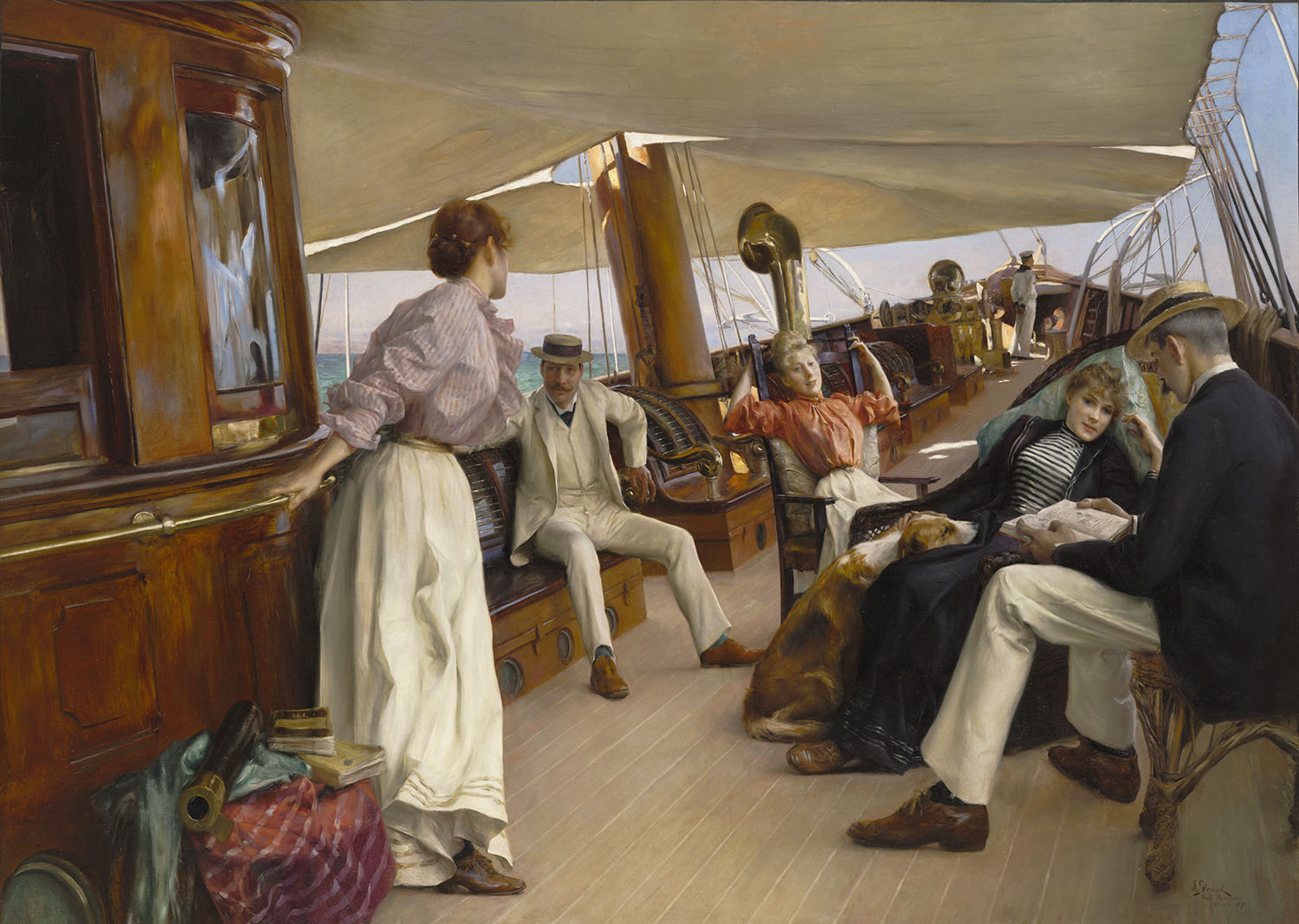
En el Yate "Namouna", Venecia, por Stewart. Bennett aparece en el centro, con traje blanco. La actriz Lillie Langtry aparece sentada, a la derecha (1890)
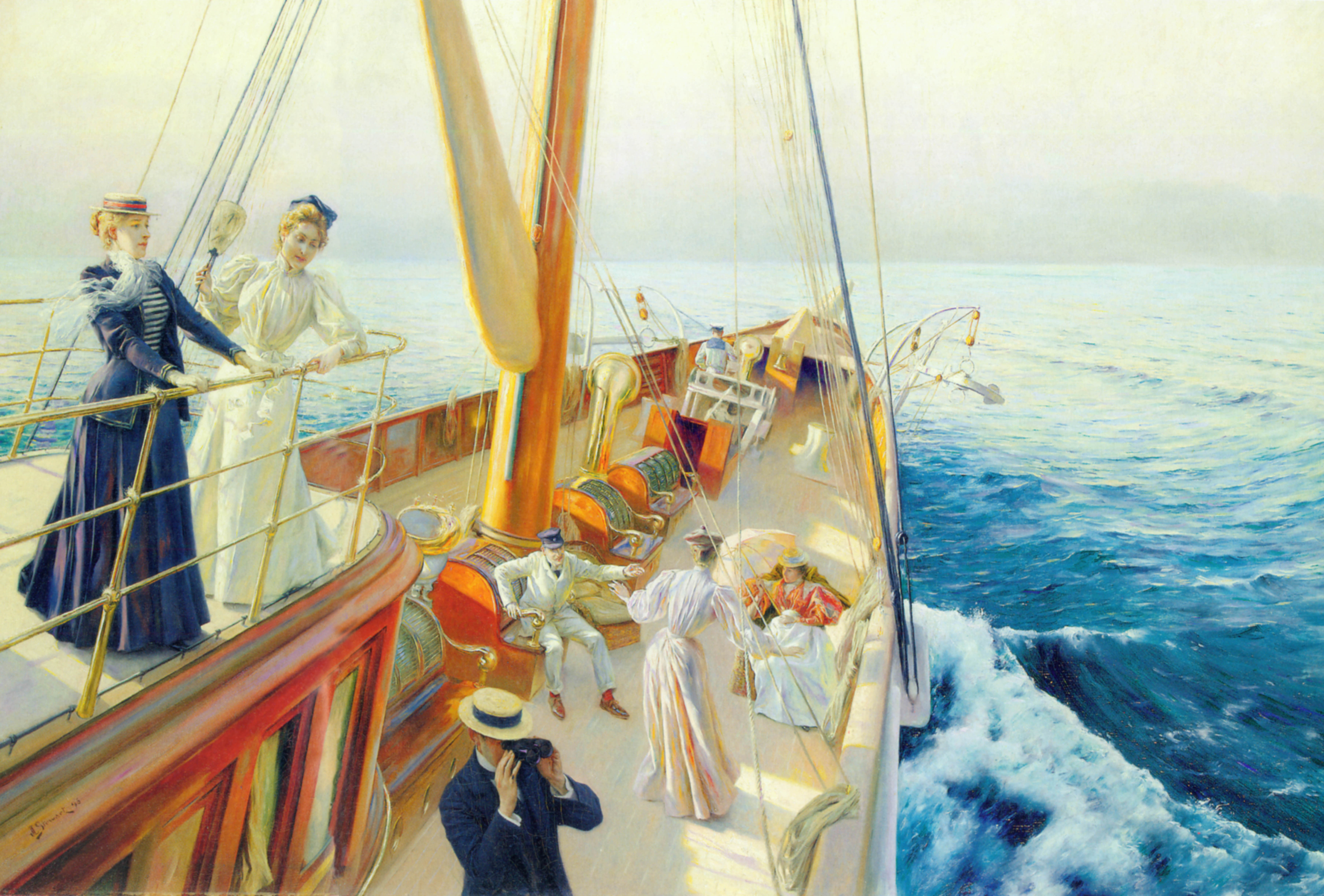
Navegando en el Mediterráneo, por Stewart (1896)
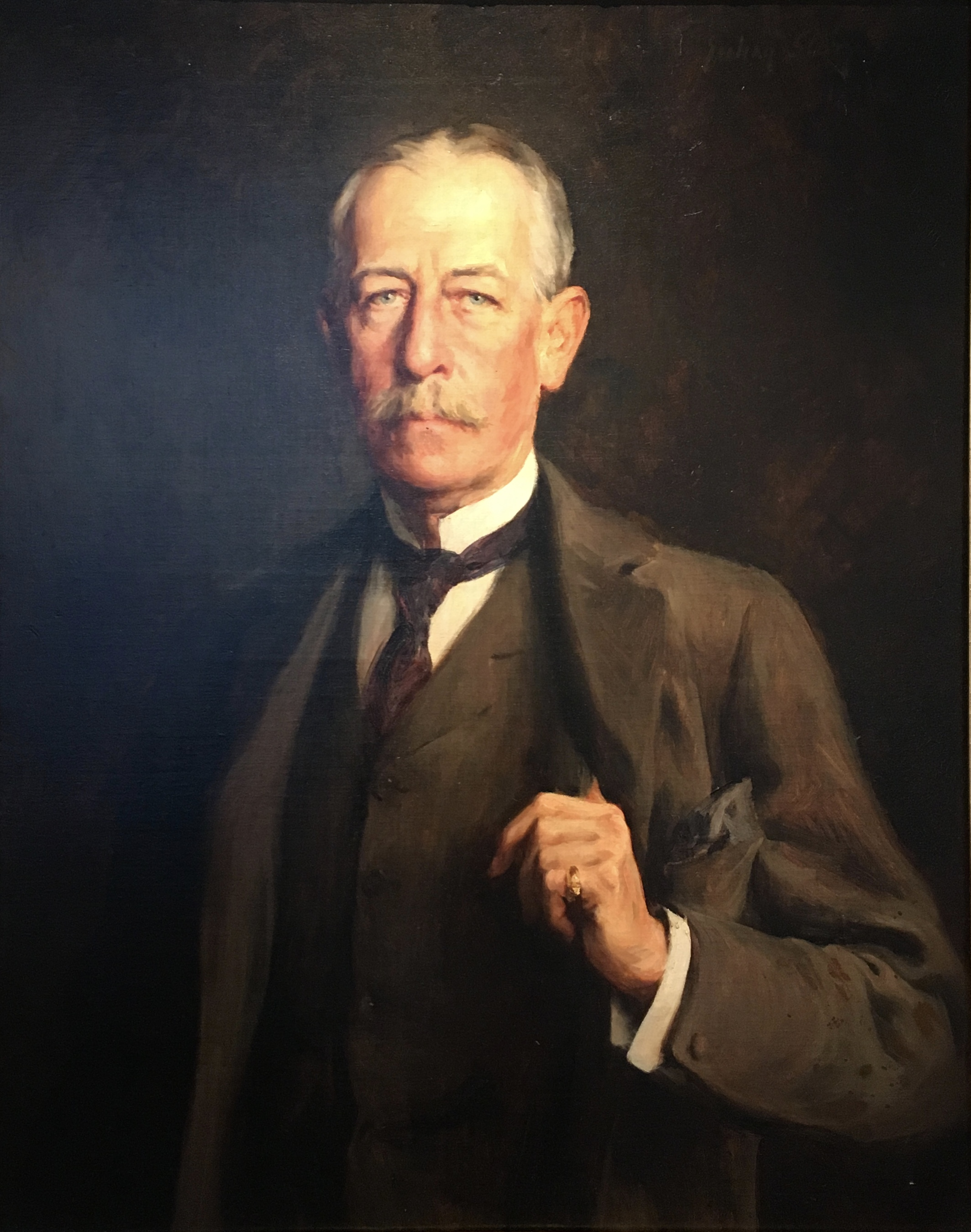
Bennett retratado por Julian Russell Story (1904)
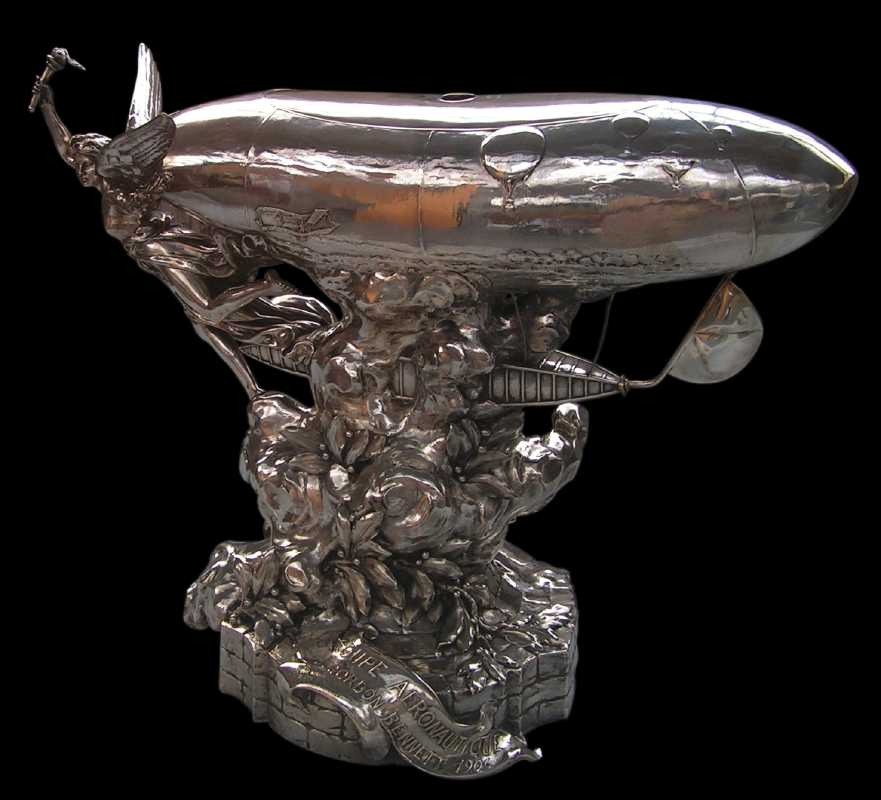
Copa Gordon Bennett de Aerostatos (1906)
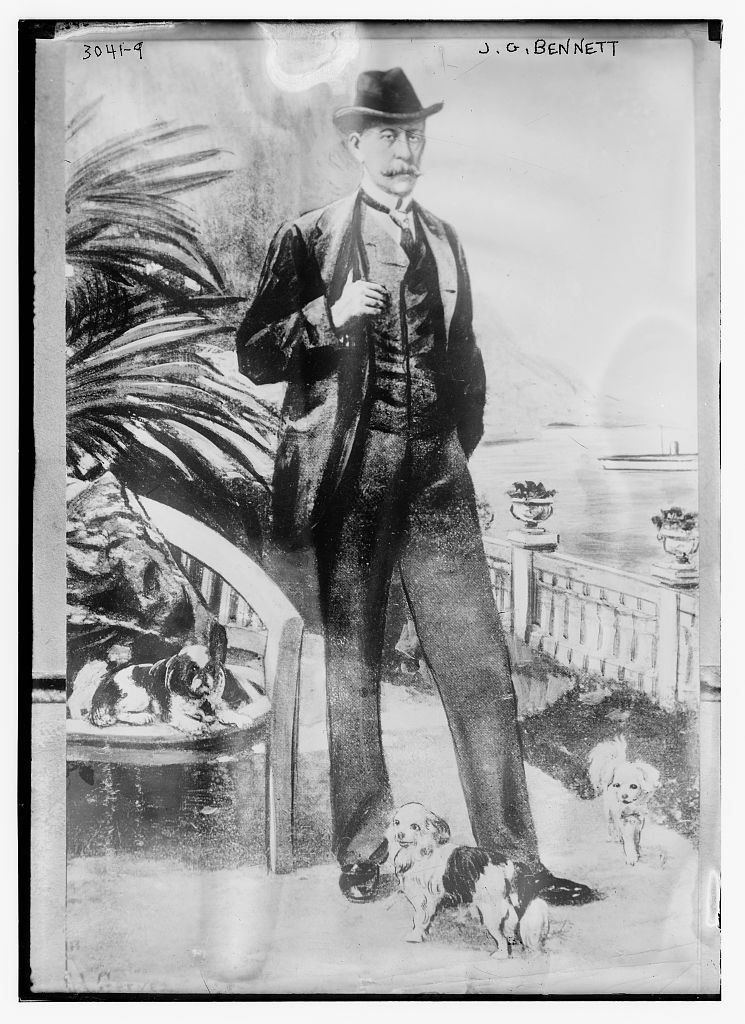
Bennett (c. 1910-15)

## Lecturas relacionadas
- Crockett, Albert Stevens (1926) When James Gordon Bennett was Caliph of Bagdad Funk & Wagnalls, New York, OCLC 1373863
- Seitz, Don Carlos (1928) The James Gordon Bennetts, Father and Son, Proprietors of the New York Herald Bobbs-Merrill, Indianapolis, OCLC 619637; reissued in 1974 by Beekman Publishers
- O'Connor, Richard (1962) The Scandalous Mr. Bennett Doubleday, Garden City, New York, OCLC 332764
- Cane, André (1981) James Gordon Bennett: Hôte Prestigieux et Fantasque de la Côte d'Azur (James Gordon Bennett: Prestigious and Eccentric Host of the Riviera) B. de Gourcez, Saint-Paul-de-Vence, OCLC 9465414, in French
- Hampton Sides (2014). In the Kingdom of Ice: The Grand and Terrible Polar Voyage of the U.S.S. Jeannette. Doubleday.